# Lista chorążych reprezentacji Paragwaju na igrzyskach olimpijskich
Lista chorążych reprezentacji Paragwaju na igrzyskach olimpijskich – lista zawodników i zawodniczek reprezentacji Paragwaju, którzy podczas ceremonii otwarcia nowożytnych igrzysk olimpijskich nieśli flagę Paragwaju.

## Chronologiczna lista chorążych
| Lp. | Rok i miejsce        | Chorąży              | Dyscyplina          |
| --- | -------------------- | -------------------- | ------------------- |
| 1   | 1968, Meksyk         | b.d.                 |                     |
| 2   | 1972, Monachium      | Arnulfo Ruben Becker |                     |
| 3   | 1976, Montreal       | Julio Abreu          | pływanie            |
| 4   | 1984, Los Angeles    | Max Narváez          | Judo                |
| 5   | 1988, Seul           | Ramón Jiménez-Gaona  | Lekkoatletyka       |
| 6   | 1992, Barcelona      | Ramón Jiménez-Gaona  | Lekkoatletyka       |
| 7   | 1996, Atlanta        | Ramón Jiménez-Gaona  | Lekkoatletyka       |
| 8   | 2000, Sydney         | Nery Kennedy         | Lekkoatletyka       |
| 9   | 2004, Ateny          | Rocio Rivarola       | Wioślarstwo         |
| 10  | 2008, Pekin          | Víctor Fatecha       | Lekkoatletyka       |
| 11  | 2012, Londyn         | Ben Hockin           | pływanie            |
| 12  | 2014, Soczi          | Julia Marino         | Narciarstwo dowolne |
| 13  | 2016, Rio de Janeiro | Julieta Granada      | Golf                |